# 翼萼龙胆
翼萼龙胆（学名：[Gentiana pterocalyx] 错误：{{Lang}}：文本有斜体标记（帮助））是龙胆科龙胆属的植物，为中国的特有植物。分布在中国大陆的四川、云南、贵州等地，生长于海拔1,650米至3,500米的地区，见于山坡草地，目前尚未由人工引种栽培。

## 异名
- Gentiana eurycolpa Marq.